# Club Sportiv de Volei Alba-Blaj 2015-2016
Questa voce raccoglie le informazioni riguardanti il Club Sportiv de Volei Alba-Blaj nelle competizioni ufficiali della stagione 2015-2016.

## Organigramma societario
Area direttiva
- Presidente: Sergiu Ştefănescu

Area tecnica
- Allenatore: Darko Zakoč
- Allenatore in seconda: Predrag Zucović

## Rosa
| N° | Nome              | Ruolo | Data di nascita  | Nazionalità sportiva |
| -- | ----------------- | ----- | ---------------- | -------------------- |
| 2  | Adina Salaoru     | S/O   | 5 agosto 1989    | Romania              |
| 3  | Jovana Vesović    | S     | 21 giugno 1987   | Serbia               |
| 4  | Leticia Boscacci  | S     | 8 novembre 1985  | Argentina            |
| 5  | Denisa Viloiu     | P     | 11 marzo 1994    | Romania              |
| 6  | Ana-Maria Berdilă | S     | 8 agosto 1993    | Romania              |
| 8  | Ana Grbac         | P     | 23 marzo 1988    | Croazia              |
| 9  | Dubravka Đurić    | C     | 25 novembre 1991 | Serbia               |
| 11 | Ioana Nemțanu     | S     | 1º gennaio 1989  | Romania              |
| 13 | Valentina Rusu    | C     | 19 marzo 1983    | Romania              |
| 15 | Adriana Bobi      | C     | 11 febbraio 1988 | Romania              |
| 16 | Marina Vujović    | L     | 23 gennaio 1984  | Serbia               |
| 17 | Ivana Plchotová   | C     | 28 ottobre 1982  | Rep. Ceca            |
| 18 | Silvana Čauševa   | S/O   | 19 maggio 1995   | Bulgaria             |
| 18 | Jelena Alajbeg    | S/O   | 1º ottobre 1989  | Croazia              |